# Їдзіма Куміко
Їдзіма Куміко (нар. 22 жовтня 1982) — колишня японська тенісистка.
Найвищу одиночну позицію світового рейтингу — 182 місце досягла 9 травня 2011, парну — 151 місце — 9 липня 2007 року.
Здобула 4 одиночні та 20 парних титулів туру ITF.

## Фінали ITF
| турніри $100,000 |
| турніри $75,000  |
| турніри $50,000  |
| турніри $25,000  |
| турніри $10,000  |

### Одиночний розряд: 10 (4–6)
| Результат | Ранг | Дата              | Турнір                        | Покриття | Суперниця            | Рахунок          |
| --------- | ---- | ----------------- | ----------------------------- | -------- | -------------------- | ---------------- |
| Поразка   | 1.   | 21 листопада 1999 | Повіт Хайбара, Японія         | Килим    | Чхой Йон Ча          | 3–6, 4–6         |
| Перемога  | 2.   | 3 червня 2007     | Префектура Ґумма, Японія      | Килим    | Нацумі Хамамура      | 3–6, 6–3, 7–6(3) |
| Перемога  | 3.   | 23 вересня 2007   | Цукуба (Ібаракі), Японія      | Тверде   | Енн Єлсі             | 6–4, 6–0         |
| Поразка   | 4.   | 14 жовтня 2007    | Пекін, КНР                    | Тверде   | Чжоу Імяо            | 1–6, 2–6         |
| Поразка   | 5.   | 3 червня 2008     | Префектура Ґумма, Японія      | Килим    | Томоко Йонемура      | 0–6, 3–6         |
| Поразка   | 6.   | 14 вересня 2008   | Ното (муніципалітет), Японія  | Килим    | Сучанун Віратпрасерт | 4–6, 4–6         |
| Перемога  | 7.   | 25 вересня 2010   | Макінохара (Сідзуока), Японія | Килим    | Сіхо Акіта           | 6–1, 6–2         |
| Перемога  | 8.   | 3 жовтня 2010     | Hamanako, Японія              | Килим    | Еріка Сема           | 6–7(4), 6–2, 6–4 |
| Поразка   | 9.   | 11 грудня 2010    | Бенгалуру, Індія              | Тверде   | Ніча Летпітаксінчай  | 4–6, 3–6         |
| Поразка   | 10.  | 1 квітня 2012     | Повіт Нісі-Тама, Японія       | Тверде   | Акіко Йонемура       | 1–1 ret.         |

### Парний розряд: 36 (20–16)
| Результат | Ранг | Дата              | Турнір                    | Покриття | Партнерка            | Суперниці                            | Рахунок             |
| --------- | ---- | ----------------- | ------------------------- | -------- | -------------------- | ------------------------------------ | ------------------- |
| Поразка   | 1.   | 26 вересня 1999   | ITF Токіо, Японія         | Тверде   | Макі Арай            | Лі На Лі Тін                         | 2–6, 1–6            |
| Перемога  | 2.   | 21 листопада 1999 | ITF Хайбара, Японія       | Килим    | Арай Макі            | Чхой Йон Ча Kim Eun-sook             | 6–2, 6–0            |
| Поразка   | 3.   | 10 липня 2000     | ITF Брюссель, Бельгія     | Ґрунт    | Аояма Каорі          | Катерина Кожокіна Кароліне Мас       | 1–6, 4–6            |
| Поразка   | 4.   | 20 листопада 2000 | ITF Кофу, Японія          | Килим    | Арай Макі            | Окамото Сейко Таґуті Кейко           | 5–3, 1–4, 4–5, 1–4  |
| Перемога  | 5.   | 8 липня 2001      | ITF Гаосюн, Тайвань       | Тверде   | Арай Макі            | Ху Чін-Бі Вен Цзитін                 | w/o                 |
| Поразка   | 6.   | 18 листопада 2001 | ITF Хайбара, Японія       | Килим    | Сатоко Куріока       | Ісіда Кейко Томоко Тайра             | 2–6, 4–6            |
| Поразка   | 7.   | 21 квітня 2002    | ITF Ґумма, Японія         | Килим    | Марі Іноуе           | Чжань Цзіньвей Сє Шувей              | 0–6, 1–6            |
| Перемога  | 8.   | 25 травня 2003    | ITF Ґумма, Японія         | Трава    | Сучанун Віратпрасерт | Накамура Айко Арай Макі              | 4–6, 7–5, 6–4       |
| Поразка   | 9.   | 2 травня 2004     | ITF Джакарта, Індонезія   | Тверде   | Марі Іноуе           | Септі Менде Вукірасіх Савондарі      | 2–6, 3–6            |
| Перемога  | 10.  | 31 жовтня 2004    | ITF Токіо, Японія         | Тверде   | Намігата Дзюнрі      | Арай Макі Йонемура Акіко             | 6–3, 6–1            |
| Перемога  | 11.  | 13 лютого 2005    | ITF Ямаґуті, Японія       | Ґрунт    | Арай Макі            | Лайза д'Амеліо Крістіна Горіатопулос | 6–3, 7–6            |
| Перемога  | 12.  | 17 липня 2005     | ITF Гамільтон, Канада     | Ґрунт    | Намігата Дзюнрі      | Лорен Барніков Лорен Бредмор         | 6–7(4), 6–2, 6–2    |
| Поразка   | 13.  | 31 липня 2005     | Lexington Challenger, США | Тверде   | Намігата Дзюнрі      | Вільмаріє Кастельві Саманта Рівз     | 2–6, 1–6            |
| Перемога  | 14.  | 6 листопада 2005  | ITF Сутама, Японія        | Ґрунт    | Арай Макі            | Томоко Докей Юкіко Ябе               | 6–1, 6–2            |
| Перемога  | 15.  | 28 травня 2006    | ITF Наґано, Японія        | Килим    | Намігата Дзюнрі      | Ремі Тедзука Йонемура Томоко         | 6–3, 7–6(3)         |
| Перемога  | 16.  | 16 липня 2006     | ITF Міядзакі, Японія      | Килим    | Арай Макі            | Окамото Сейко Такасе Аямі            | 6–2, 6–3            |
| Перемога  | 17.  | 6 серпня 2006     | ITF Токаті, Японія        | Килим    | Намігата Дзюнрі      | Хісамацу Сіхо Тедзука Ремі           | 7–5, 6–4            |
| Перемога  | 18.  | 23 вересня 2006   | ITF Ібаракі, Японія       | Тверде   | Намігата Дзюнрі      | Хамамура Нацумі Маекава Аяка         | 6–7(4), 6–3, 6–2    |
| Перемога  | 19.  | 22 жовтня 2006    | ITF Макінохара, Японія    | Килим    | Сє Шувей             | Таґуті Кейко Kim Hea-mi              | 6–3, 4–6, 6–0       |
| Поразка   | 20.  | 9 квітня 2007     | ITF Хошимін, В'єтнам      | Тверде   | Окамото Сейко        | Хань Сіньюнь Хао Цзє                 | 2–6, 6–1, 3–6       |
| Поразка   | 21.  | 6 травня 2007     | ITF Ґіфу, Японія          | Килим    | Окамото Сейко        | Моріта Аюмі Ай Суґіяма               | 1–6, 6–3, 0–6       |
| Перемога  | 22.  | 3 червня 2007     | ITF Ґумма, Японія         | Килим    | Йонемура Акіко       | Чень Ї Yoo Mi                        | 6–4, 6–4            |
| Поразка   | 23.  | 8 червня 2007     | ITF Чанша, КНР            | Тверде   | Чжань Цзіньвей       | Хуан Лей Сюй Їфань                   | 3–6, 4–6            |
| Перемога  | 24.  | 7 липня 2007      | ITF Обіхіро, Японія       | Килим    | Намігата Дзюнрі      | Моріта Аюмі Йонемура Акіко           | 7–6(3), 6–0         |
| Поразка   | 25.  | 13 вересня 2007   | ITF Токіо, Японія         | Тверде   | Йонемура Акіко       | Намігата Дзюнрі Фудзівара Ріка       | 6–3, 6–7(4), [5–10] |
| Перемога  | 26.  | 30 травня 2010    | ITF Кусацу, Японія        | Килим    | Йонемура Томоко      | Като Мая Маекава Аяка                | 6–7(5), 6–4, [10–8] |
| Поразка   | 27.  | 29 серпня 2010    | ITF Сайтама, Японія       | Тверде   | Йонемура Акіко       | Іноуе Акарі Котомі Такахата          | 3–6, 3–6            |
| Перемога  | 28.  | 5 вересня 2010    | ITF Цукуба, Японія        | Тверде   | Йонемура Акіко       | Чжань Цзіньвей Чень Ї                | 4–6, 7–6(6), [10–7] |
| Перемога  | 29.  | 19 вересня 2010   | ITF Дарвін, Австралія     | Тверде   | Сема Юріка           | Аленка Губачек Теммі Петтерсон       | 6–4, 6–1            |
| Перемога  | 30.  | 28 вересня 2010   | ITF Хаманако, Японія      | Ґрунт    | Еріка Сема           | Као Шао-юань Маекава Аяка            | 6–2, 6–1            |
| Поразка   | 31.  | 12 грудня 2010    | ITF Бенгалуру, Індія      | Тверде   | Чень Ї               | Луксіка Кумхум Нунгнадда Ваннасук    | 6–7, 7–5, 4–6       |
| Поразка   | 32.  | 25 лютого 2011    | ITF Мілдьюра, Австралія   | Трава    | Фудзівара Ріка       | Кейсі Деллаква Олівія Роговська      | 6–4, 6–7(6), [4–10] |
| Поразка   | 33.  | 4 березня 2011    | ITF Сідней, Австралія     | Тверде   | Фудзівара Ріка       | Кейсі Деллаква Олівія Роговська      | 6–3, 6–7(3) [4–10]  |
| Перемога  | 34.  | 21 травня 2012    | ITF Каруїдзава, Японія    | Трава    | Сє Шуїн              | Саманта Мюррі Емілі Веблі-Сміт       | 3–6, 7–6, 10–1      |
| Перемога  | 35.  | 9 вересня 2012    | ITF Ното, Японія          | Трава    | Йонемура Акіко       | Мікі Міямура Танака Марі             | 6–1, 4–6 [10–5]     |
| Поразка   | 36.  | 23 червня 2013    | ITF Токіо, Японія         | Тверде   | Йонемура Акіко       | Ніномія Макото Юка Морі              | 4–6, 3–6            |